# Internet Roadtrip
 (juin 2025).
Internet Roadtrip est une expérience sociale dans laquelle les joueurs naviguent collectivement dans une voiture virtuelle en votant pour choisir la direction à prendre, klaxonner ou changer de radio. Le concept a été développé par Neal Agarwal et lancé le 6 mai 2025 sur son site Web, neal.fun.
L’expérience sociale comporte une voiture virtuelle qui se déplace sur les lieux cartographiés par Google Street View. Les joueurs participent en votant, chaque 7 secondes, pour la direction dans laquelle aller. Iels ont aussi le choix de klaxonner ou de changer de station radio. En effet, le véhicule virtuel comporte une radio qui se syntonise sur les stations radio Internet environnantes. L'expérience a été inspirée par Twitch Plays Pokémon et r/place. Le véhicule se déplace à environ 5 km/h. L'emplacement actuel du véhicule et son historique est présenté sur une mini-carte dans le coin gauche de la page web.
L'expérience a débuté le 6 mai 2025 en partant de Boston, dans le Massachusetts. Avec l'introduction d'un serveur Discord un peu plus tard, les participants ont commencé à communiquer avec d'autres sur l'endroit où aller, le consensus général étant de naviguer vers le Canada par la frontière américano-canadienne, un objectif qui est ensuite atteint. En raison des limitations de la couverture de certaines parties du continent Américain par Google Street View, les joueurs sont restreints à un partie de l'Amérique du Nord, avec l'Alaska et quelques autres régions hors de portée,.
Internet Roadtrip a attiré l'attention des stations radio étudiantes américaines WMUA (en) à Amherst, Massachusetts et WBOR (en) à Brunswick, Maine, lorsque la voiture virtuelle se trouvait dans leur zone de couverture. Un des joueurs a appelé la station WMUA pour faire part du projet avec les DJs. L'un d'entre eux a répliqué en disant que ce concept était « très cool ». Le directeur de la station radio, Mason Daugherty, a déclaré que l'audience a été multipliée par 100, ce qui a porté à une augmentation des capacités serveurs.

## Critiques
Edwin Evans-Thirlwell du journal Rock Paper Shotgun a qualifié les débats de la communauté comme étant propices au déraillement. Par contre, selon Morgan Tual du Monde, Internet Roadtrip est « la preuve qu'il existe encore, dans cet Internet industrialisé, cynique et anxiogène un esprit enfantin, des lieux d'émerveillement naïfs et des expériences badines. »